# Porc de guerre
Ne doit pas être confondu avec port de guerre.
Les porcs de guerre, également connus sous le nom de porcs incendiaires, sont des porcs qui semblent avoir été parfois utilisés pendant l'Antiquité contre les éléphants de guerre. Il semble que ces porcs étaient couverts de goudron, de lances, d'huile d'olive, ou d'une autre substance qui était alors enflammée, puis ils étaient dirigés vers les éléphants ennemis, dans le but de les faire paniquer.
D'après Pline l'Ancien :
« iidem minimo suis stridore terrentur : [Les éléphants] sont effrayés par le plus petit cri aigu d'un porc. »
— Histoire Naturelle, VIII, 1.27
En -266, le roi de Macédoine Antigone Gonatas, assiège la cité de Mégare. Le siège de la cité de Mégare aurait été levé grâce à un troupeau de porcs recouverts d'huile d'olive enflammée et forcé par les habitants à se diriger vers un troupeau d'éléphants ennemis. La panique des éléphants aurait désorganisé l'armée assiégeante, provoquant sa déroute.